# Разбрајалице
Разбрајалице или бројанице, како се још у народу зову, су кратке песмице засноване више на ритму и сазвучју него на тексту. Састављене су од низа набрајања домаћих, страних или неразумљивих сликованих речи. Оне служе деци за разбрајање при њиховим играма. Слично као код рефрена лирских и других песама и код разбрајалица је смисао речи жртвован мелодији.
Украшавају их многе необичне речи , контрасти, ономатопеје, жив ритам, разиграна мелодија, искричаве и чудесне слике. Зато су оне прави драгуљи народне књижевности.

## Улога разбрајалица у дечјој игри
Разбрајалице су кратке веселе песмице. У њима није важан садржај ни смисао, па многе речи и немају никакво значење. Такве речи замењују бројеве, кратке су, необичне и песмици дају мелодичност. У разбрајалицама су речи које се лако изговарају и разлажу на слогове а често не значе ништа.
| „ | Англе, бангле, витко вес. Стасек ласе, кумпа нес. Клин, клан, цукуран, `Ајде рогован! | ” |

Када деца играју „Жмурке”, „Вије” или „Ћораве баке“, мора се одредити ко ће жмурити, бити вија или ћорава бака. Зато се пре игре изговарају разбрајалице или бројалице.

## Настанак разбрајалица
Разбрајалице су настале као дечије говорне игре. Деца их стварају и изговарају у различитим играма. Део су многих дечјих игара и нема генерације која није понављала и преносила, попут усмене традиције, многе слогане претходних нараштаја, у понечему их мењала или слагала потпуно нове. Оне плене мелодијским складом и поетском лепотом коју је створила слободна дечија машта.

## Структура разбрајалица
Ликови у разбрајалицама су најчешће животиње из света блиског деци. Често се помињу Миш, мачка, петао, кокошка и сл.:
| „ | Еци, пеци, пец, ја сам мали зец, Ти си мала препелица еци, пеци, пец. | ” |

Слике у разбрајалицама су невероватне, производ дечје маште:
| „ | Сео цар на кантар, мерили га по ваздан... А, бе, це, де, мачка преде, а миш мота око плота, а мачићи гледе. Жаба ногу дигла, па ме није стигла. | ” |

На крају разбрајалица налазе се завршне, обично кратке и наглашене, завршне речи. Када та реч падне на неког играча, он испада, започиње нову игру, или има одређену улогу у игри (жмури у жмуркама).
| „ | Три се петла побише на поповом буњишту, Један вели:Иш! Други вели: Мрш! Трећи вели: Ти жмуриш! | ” |

1. ↑  Кнежевић, Миливоје В. (2016). „О разбрајалицама”. Српске народне умотворине: кратки говорни облици. Београд: Креативни центар. стр. 358. ISBN 978-86-529-0327-6.
2. 1 2  Српске народне умотворине: кратки говорни облици. Београд: Креативни центар. 2016. стр. 315. ISBN 978-86-529-0327-6.
3. ↑  „Еци, пеци, пец”, избор народних умотворина, ИТП „Змај”, Нови Сад, 1998.
4. ↑  „Разбрајалице”, Владана Ликар Смиљанић,  ИК „Вук Караџић”, Београд, 1979.